# Mikaylia Haldane
Mikaylia Haldane (* 25. Februar 1993) ist eine jamaikanische Badmintonspielerin. 

## Karriere
Mikaylia Haldane wurde 2009 erstmals nationale jamaikanische Meisterin. 2011 startete sie bei den Panamerikanischen Spielen. Bei den Carebaco-Meisterschaften siegte sie 2014 im Mixed gemeinsam mit Garron Palmer.